# District de Yatsushiro
Le district de Yatsushiro (八代郡, Yatsushiro-gun) est un district de la préfecture de Kumamoto, au Japon, doté d'une superficie de 33,29 km2.

En jaune, le district de Yatsushiro dans la préfecture de Kumamoto.

## Municipalité
- Hikawa

## Historique
- Le 1er août 2005, les bourgs de Kagami et Senchō fusionnent avec les villages d'Izumi, Sakamoto et Tōyō pour former la ville de Yatsushiro.
- Le 1er octobre 2005, les bourgs de Miyahara et Ryūhoku fusionnent pour former le bourg de Hikawa.